# Microgaster canadensis
Microgaster canadensis är en stekelart som beskrevs av Muesebeck 1922. Microgaster canadensis ingår i släktet Microgaster och familjen bracksteklar. Inga underarter finns listade i Catalogue of Life.